# Administração Federal de Aviação
A Administração Federal de Aviação (em inglês:  Federal Aviation Administration - FAA) é a maior agência de transporte do governo dos EUA e regula todos os aspectos da aviação civil no país, bem como nas águas internacionais circundantes.:12,16 Seus poderes incluem gerenciamento de tráfego aéreo, certificação de pessoal e aeronaves, estabelecendo padrões para aeroportos e proteção de ativos dos EUA durante o lançamento ou reentrada de veículos espaciais comerciais. Os poderes sobre as águas internacionais vizinhas foram delegados à FAA por autoridade da Organização da Aviação Civil Internacional.

## História
A Federal Aviation Administration tem origem no ano de 1940, com a criação da Civil Aeronautics Administration. Foi fundada, em 23 de Agosto de 1958, um decreto federal transfere as competências deste órgão para um novo, designado pela Federal Aviation Agency. Em 1 de Abril de 1967, a sua designação muda para Federal Aviation Administration.

## Composição
A FAA opera cinco "lines of business" (LOB) ("linhas de negócios"). Suas funções são:
1. Air Traffic Organization (ATO): fornece serviço de navegação aérea dentro do Sistema Nacional de Espaço Aéreo. Na ATO, os funcionários operam instalações de controle de tráfego aéreo compreendendo Torres de Controle de Tráfego Aeroportuário (ATCT), Instalações de Controle de Aproximação por Radar Terminal (TRACONs) e Centros de Controle de Tráfego Aéreo (ARTCC).[3]
2. Aviation Safety (AVS): responsável pela certificação aeronáutica de pessoal e aeronaves, incluindo pilotos, companhias aéreas e mecânicos.[4]
3. Airports (ARP): planeja e desenvolve o sistema aeroportuário nacional; supervisiona os padrões de segurança, inspeção, projeto, construção e operação de aeroportos. O escritório concede US $ 3,5 bilhões anualmente em concessões para planejamento e desenvolvimento de aeroportos.[5]
4. Office of Commercial Space Transportation (AST): garante a proteção dos ativos dos EUA durante o lançamento ou reentrada de veículos espaciais comerciais.[6]
5. Security and Hazardous Materials Safety (ASH): responsável pela redução do risco de terrorismo e outros crimes e por investigações, segurança de materiais, proteção de infraestrutura e segurança de pessoal.[7]

## Lista de presidentes
- Elwood R. Quesada (1958-1961)
- Najeeb Halaby (1961-1965)
- William F. McKee (1965-1968)
- John H. Schaffer (1969-1973)
- Alexander Butterfield (1973-1975)
- John L. McLucas (1975-1977)
- Langhorne M. Bond (1977-1981)
- J. Lynn Helms (1981-1984)
- Donald D. Engen (1984-1987)
- T. Allan McArtor (1987-1989)
- James B. Busey (1989-1991)
- Thomas C. Richards (1992-1993)
- David R. Hinson (1993-1996)
- Jane Garvey (1997-2002)
- Marion Blakey (2002-2007)
- Robert A. Sturgell (2007-2009)
- Lynne Osmus (2009)
- Randy Babbitt (2009-2011)
- Michael Huerta (2011-2018)
- Daniel K. Elwell (2018-2019)
- Stephen Dickson (2019-presente)